# Regeringen Frijs
Regeringen Frijs var Danmarks regering mellan 6 december 1865 och 28 maj 1870.
Konseljpresident
- Christian Emil Krag-Juel-Vind-Frijs

Utrikesminister
- Christian Emil Krag-Juel-Vind-Frijs

Finansminister
- Christen Andreas Fonnesbech

Inrikesminister
- Jacob Brønnum Scavenius Estrup, till 22 september 1869
- Wolfgang von Haffner, från 22 september 1869

Justitieminister
- Carl Peter Gram Leuning, till 21 juni 1867
- Christian Peder Theodor Rosenørn-Teilmann, mellan 21 juni 1867 och 10 augusti 1868
- Carl Ludvig Vilhelm Rømer Nutzhorn, från 10 augusti 1868

Krigsminister
- Johan Waldemar Neergaard, till 29 september 1866
- Valdemar Rudolph von Raasløff, från 29 september 1866 till 19 april 1870

Marinminister
- Hans Herman Steffen, till 17 augusti 1866
- Carl Edvard von Dockum, till 1 november 1867
- Otto Frederik Suenson, mellan 1 november 1867 och 2 september 1869
- Waldemar Rudolf Raasløff, från 22 september 1869 till 19 april 1870

Kyrko- och undervisningsminister
- Christian Peder Theodor Rosenørn-Teilmann, till 4 september 1867
- Peter Christian Kierkegaard, mellan 4 september 1867 och 6 mars 1868
- Aleth Sophus Hansen, till 22 september 1869